# EuroHPC JU
Wspólne Przedsięwzięcie w dziedzinie Europejskich Obliczeń Wielkiej Skali (ang. European High-Performance Computing Joint Undertaking, EuroHPC JU) – partnerstwo publiczno-prywatne w zakresie obliczeń wielkiej skali (HPC), umożliwiające łączenie zasobów na poziomie Unii Europejskiej z zasobami uczestniczących państw członkowskich UE i uczestniczących państw stowarzyszonych w programach Horyzont Europa i Cyfrowa Europa, a także interesariuszy prywatnych. Przedsięwzięcie ma dwa główne cele: rozwój paneuropejskiej infrastruktury superkomputerowej oraz wspieranie działalności badawczo-rozwojowej.

## Historia
W czerwcu 2016 przywódcy państw członkowskich UE, spotykając się w Radzie Europejskiej, zaapelowali o większą koordynację działań UE w zakresie obliczeń o wysokiej wydajności w ramach szerszej strategii UE dotyczącej jednolitego rynku cyfrowego. W marcu 2017 r. w Rzymie ogłoszono  deklarację, którą pierwotnie podpisało siedem państw członkowskich UE ( Francja, Niemcy, Włochy, Luksemburg, Holandia, Portugalia i Hiszpania ), zobowiązujących się do zwiększenia europejskiej mocy obliczeniowej. W czerwcu 2018 Rada UE zatwierdziła wniosek Komisji Europejskiej dotyczący utworzenia EuroHPC JU. 3 lipca 2018 Parlament Europejski zagłosował za przyjęciem wniosku Komisji dotyczącego utworzenia programu, a wniosek został formalnie przyjęty przez Radę UE 28 września 2018.

## Finansowanie
EuroHPC JU jest finansowane wspólnie przez swoich członków, a jego budżet na lata 2021–2027 wynosi około 7 mld euro.

## Fabryki AI i InvestAI
W grudniu 2025 EuroHPC wybrało 7 lokalizacji na wybudowanie nowych centrów danych dla infrastruktury sztucznej inteligencji:
- BSC AIF w Barcelonie
- IT4LIA w Bolonii
- LUMI AIF w Kajaani
- Meluxina-AI w Bissen
- MIMER w Linköping
- HammerHAI w Stuttgarcie
- Pharos w Atenach

11 lutego 2025 podczas wydarzenia AI Action Summit przewodnicząca Komisji Europejskiej Ursula von der Layen ogłosiła inicjatywę InvestAI na poziomie 200 mld euro, w tym ogłoszono powstanie funduszu 20 mld euro na budowę centrów danych, chociaż pojawiały się tezy kwestionujące wielkość obietnic. Inicjatywa została ogłoszona 3 tygodnie po ogłoszeniu projektu Stargate przez prezydenta Stanów Zjednoczonych.
W ramach inicjatywy InvestAI:
1. Ogłoszono inicjatywę EU AI Champions, skupiającej ponad 60 przedsiębiorstw europejskich, które zobowiązały się przeznaczyć 150 mld euro na inwestycje w AI[14]
2. UE zobowiązała się przeznaczyć 50 mld euro na wsparcie inicjatywy

Fundusz planuje budowę do 5 dużych centrów danych, określanych mianem AI gigafactory, z minimalną liczbą najmniej 100 tys. GPU w każdej lokalizacji. W czerwcu 2025 ogłoszono inicjatywę Baltic AI GigaFactory tworzonej przez konsorcjum krajów bałtyckich i Polski.
W marcu 2025 ogłoszono 6 dodatkowych lokalizacji centrów danych. Lokalizacje inne niż AI gigafactory będą posiadać do 25 tys. GPU. Są to:
- AI:AT w Wiedniu
- BRAIN++ w Sofii
- AI2F we Francji
- JAIF w Jülich
- PIAST w Poznaniu
- SLAIF w Maribor

Dostęp do Fabryk AI na 2025 rok był dostępny za darmo dla startupów AI.

## Superkomputery
Na kwiecień 2025 EuroHPC JU finansował następujące superkomputery:
| lp. | Nazwa         | Lokalizacja                      | Rok uruchomienia | Ciagła wydajność [PFLOPS] | Szczytowa wydajność [PFLOPS] | Rodzaj GPU                    | Ilość GPU |
| --- | ------------- | -------------------------------- | ---------------- | ------------------------- | ---------------------------- | ----------------------------- | --------- |
| 1   | Jupiter       | Forschungszentrum Jülich, Niemcy | Planowana        | 1000                      |                              | Nvidia GH200                  | 24000     |
| 2   | Lumi          | Kajaani, Finlandia               | 2022             | 386,00                    | 539,13                       | AMD Radeon MI250X             | 11912     |
| 3   | Leonardo      | Bolonia, Włochy                  | 2022             | 249,04                    | 315,74                       | Nvidia A100 SXM4 64GB         | 13824     |
| 4   | MareNostrum 5 | Barcelona, Hiszpania             | 2023             | 215,40                    | 314                          | Nvidia H100 64GB HBM2e memory | 4480      |
| 5   | MeluXina      | Bissen, Luksemburg               | 2022             | 12,81                     | 18,29                        | Nvidia A100-40                | 800       |
| 6   | Karolina      | Ostrawa, Czechy                  | 2021             | 9,59                      | 12,91                        | Nvidia A100-40                | 576       |
| 7   | Discoverer    | Sofia, Bułgaria                  | 2021             | 4,52                      | 5,94                         | Nvidia H200                   | 32        |
| 8   | Vega          | Maribor, Słowenia                | 2021             | 6,92                      | 10,05                        | Nvidia A100-40                | 244       |
| 9   | Deucalion     | Guimarães, Portugalia            | 2023             | 7,48                      | 9,76                         | Nvidia A100-40/80             | 132       |

## Projekt EuroHPC PL
Projekt EuroHPC PL jest polskim komponentem infrastruktury EuroHPC JU.

## Projekt DARE
W marcu 2025 EuroHPC uruchomiło 6 letni projekt DARE (ang. Digital Autonomy with RISC-V in Europe), aby pracować nad układami scalonymi opartymi na procesorze RISC-V.
Projekt przewiduje stworzenie 3 projektów procesorów, każdy tworzony przez osobne przedsiębiorstwo:
1. Akcelerator do obliczeń wektorowych
2. Chip dla inferencji modeli AI
3. Procesor ogólnego przeznaczenia dla obliczeń HPC